# Neoguillauminia

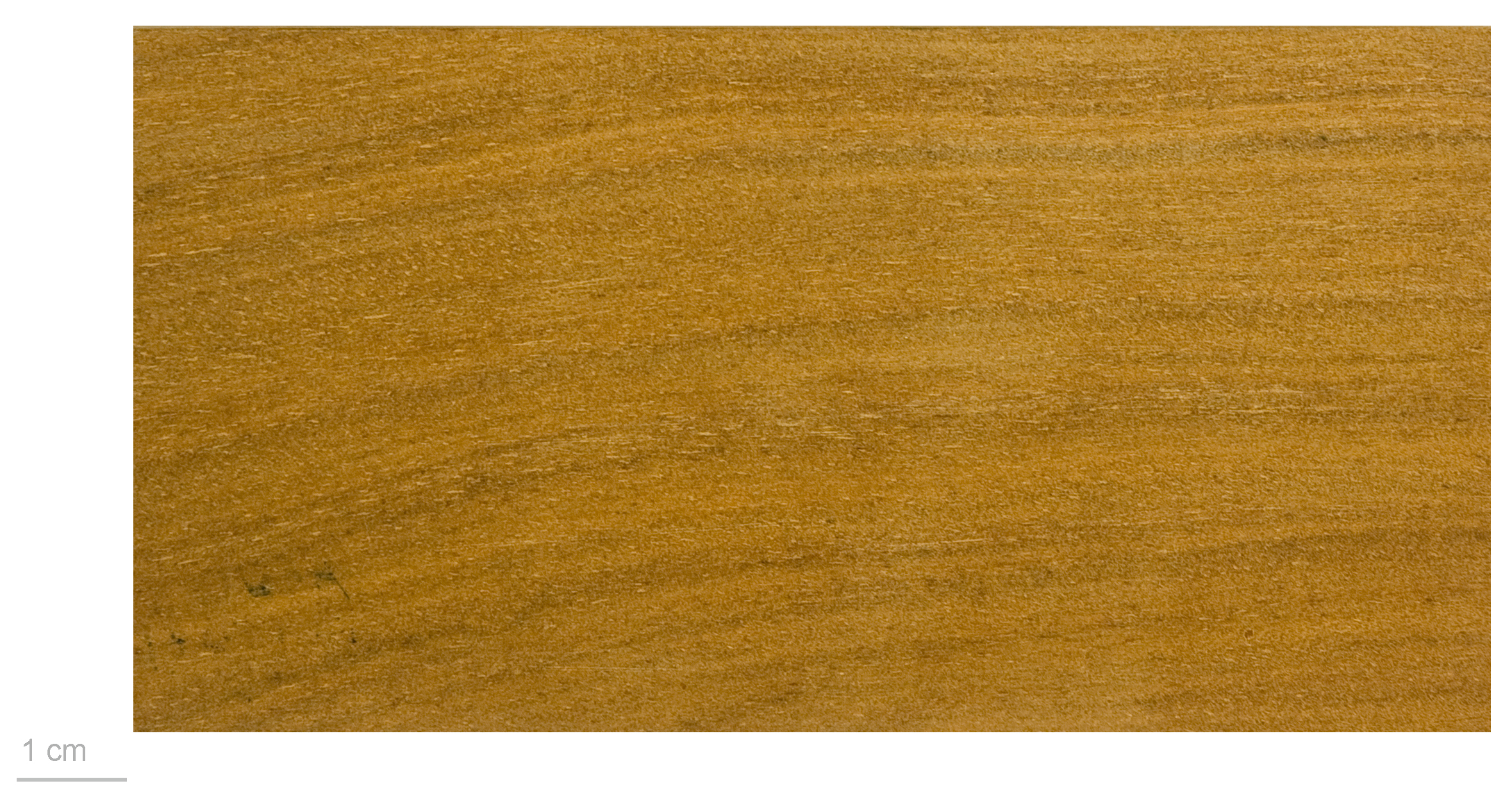
Neoguillauminia cleopatra

Neoguillauminia és un gènere monotípic que pertany a la família de les euforbiàcies. La seva única espècie: Neoguillauminia cleopatra és endèmica de Nova Caledònia.

## Taxonomia
Neoguillauminia cleopatra va ser descrita per (Baill.) Croizat i publicat a Philippine Journal of Science 64: 398. 1938.
Sinonímia
- Euphorbia cleopatra Baill.[3]